# Auxilium-Orden
Auxilium-Orden är ett svenskt ordenssällskap, grundat i Stockholm den 4 november 1923.

## Om orden
Inom Auxilium-Orden kan man uppnå olika grader beroende på antal år som medlem.
Tilltal medlemmar emellan är Broder, då orden är ett brödraskap.
Ordens syfte är att arbeta för ett mjukare och humanare samhälle där alla har samma värde oberoende
av trosuppfattning och hudfärg.
Några politiska eller religiösa spörsmål får ej förekomma.
Möten hålls varje månad med uppehåll under sommarmånaderna maj till augusti

## Historik
Auxilium är det latinska ordet för hjälp.
Auxilium-orden instiftades av boktryckaren Malcom Edhagen den 4 november 1923. Genom annons i Stockholmstidningen fick han svar från två likasinnade.
De träffades och första sammankomsten ägde rum på hotell Gillet i Stockholm.
Edhagen hoppades att det nyinstiftade ordenssällskapet skulle bli en samlingspunkt för småföretagare, hantverkare och lägre tjänstemän. Meningen var att Auxilium-orden skulle utvecklas till sjuk och hjälpkassa.
En sjukdom var vid den tiden närmast en katastrof, tiderna var hårda och dessa yrkeskategorier saknade alla sociala skyddsnät.
Ansökan om att få bilda sjukkassa avslogs dock av myndigheterna med motivering att medlemsantalet var för litet, orden hade vid detta tillfälle cirka 40 medlemmar.
Hjälpverksamhet inom orden förekom i viss utsträckning under tjugo- och trettiotalet, för att sedan riktas till behövande utanför orden. Under slutet på trettiotalet skänktes bl.a. hela uppsättningar barnkläder till barnhem.
På senare tid har pengar skänkts till handikappade, scoutrörelsen och ungdomsidrotten.

## Grader
Auxiliumorden arbetar i ett gradsystem om fem grader, där en medlem efterhand stiger i graderna. Varje grad har en till sig knuten ritual, vars innehåll är hemligt för utomstående samt medlem av lägre grad.